# Pygoderma bilabiatum
Pygoderma bilabiatum (Wagner, 1843) è un pipistrello della famiglia dei Fillostomidi, unica specie del genere Pygoderma (Peters, 1863), diffuso in America meridionale.

## Descrizione

### Dimensioni
Pipistrello di piccole dimensioni, con la lunghezza dell'avambraccio tra 36,2 e 41,4 mm, la lunghezza del piede tra 13,7 e 15 mm, la lunghezza delle orecchie di 17 mm e un peso fino a 22 g.

### Caratteristiche craniche e dentarie
Il cranio è corto e tozzo, con un rostro squadrato e lungo meno della metà della scatola cranica. Il palato è corto con il margine posteriore quasi circolare. Gli incisivi superiori sono diversi tra loro, con quelli interni più grandi. Quelli inferiori invece sono piccoli e tutti uguali. I canini sono corti e tozzi mentre i premolari sono triangolari e uguali tra loro. Il secondo molare superiore è ridotto.
Sono caratterizzati dalla seguente formula dentaria:

### Aspetto
La pelliccia è lunga, densa, soffice e si estende sugli arti e sull'uropatagio. Le parti dorsali sono marroni scure. Su ogni spalla è presente una piccola macchia biancastre. Le parti ventrali sono bruno-grigiastre. La foglia nasale è lanceolata e ben sviluppata. Nei maschi sono presenti delle ghiandole sotto la mandibola, di fianco alla foglia nasale e intorno agli occhi, i quali sono relativamente grandi. Le orecchie sono larghe e arrotondate. Il trago è piccolo. Le membrane alari sono attaccate posteriormente alla base dell'alluce. È privo di coda, mentre l'uropatagio è moderatamente sviluppato e con il margine libero semicircolare. Il calcar è corto ma distinto. Il cariotipo è 2n=30-31 FN=56.

## Biologia

### Alimentazione
Si nutre di frutta.

### Riproduzione
Femmine gravide sono state catturate in Paraguay nei mesi di marzo, luglio ed agosto. Danno alla luce un piccolo alla volta.

## Distribuzione e habitat
Questa specie è diffuso nella parte centrale dell'America meridionale, dal Brasile sud-orientale all'Argentina settentrionale attraverso la Bolivia centrale e il Paraguay orientale. La presenza in Suriname non è invece confermata.
Vive nelle foreste umide tropicali, subtropicali e in zone edificate. Non è invece presente nella regione semi-arida del Gran Chaco.

## Tassonomia
Sono state riconosciute 2 sottospecie:
- P.b.bilabiatum (Wagner, 1843): Brasile sud-orientale, Paraguay orientale, Argentina nord-orientale;
- P.b.magna (Owen & Webster, 1983): Bolivia centrale, Argentina nord-occidentale.

## Conservazione
La IUCN Red List, considerato il vasto areale, la tolleranza a diversi tipi di habitat e la popolazione numerosa, classifica P.bilabiatum come specie a rischio minimo (Least Concern)).